# Wilhelmina Kuttje junior
Wilhelmina Kuttje junior was een typetje gespeeld door Janine van Elzakker dat voorkwam in het radioprogramma Ronflonflon met Jacques Plafond, uitgezonden van 1984 tot 1991, en de daarvan afgeleide televisieserie Plafond over de vloer uit 1986 en in een tweetal verschenen boeken. Ze was de kleindochter van de in 1967 op 66-jarige leeftijd overleden Wilhelmina Kuttje senior een groot dichteres die "op vele fronten" had samengewerkt met componist Willem Brodel. De achternaam Kuttje was nadrukkelijk gespeld met 2 keer een "t", "2 thee" zoals Teun Balk de Ronflonflonober altijd riep en daar was volgens Jacques niets vies aan en volgens hem trouwens ook niet bij spelling met 1 "t".
In de derde radio-uitzending vertelt ze Jacques, die haar altijd aansprak met "Willy", over haar achtergronden en onthult dat haar achternaam eigenlijk "Jacobs" is, net als haar moeder. De naam van haar grootmoeder was ook geen Kuttje maar "de Grote". Ze nam echter de naam over van de man met wie ze de meest innige relatie had, de schrijfmachinereparateur "Arend Kuttje" die zeer gebukt ging onder zijn achternaam. In 1927 kregen ze een onwettige dochter "Gijsberta Geertrui" die echter de achternaam de Grote kreeg en later trouwde met Jacobs. Uit respect voor haar dappere grootmoeder, maar ook voor de naamsbekendheid, nam Wilhelmina Jacobs daarom de naam Kuttje over, maar dan wel met de toevoeging junior.
Ter nagedachtenis aan haar overleden grootmoeder mocht ze elke uitzending een gedicht van haar grootmoeder live in de uitzending voordragen met behulp van Koen Brodel, de kleinzoon van Willem Brodel, afkomstig uit de nalatenschap van zijn grootvader. Deze voordracht werd voorafgegaan door een jingle, eerst een korte en later een langere, waarbij ze werd begeleid door Jan Vos (gespeeld door Clous van Mechelen) op de piano.
Het typetje leek uiterlijk veel op het al bestaande typetje Agnes de Boer. Ze had zwart haar, droeg een grote bril, een opvallende ronde broche en had altijd een rok aan. Ze was licht ontvlambaar en verzot op droge sherry waardoor ze geregeld een declamatie met een slok op verzorgde en daarbij ook rookte. Verder lag ze geregeld overhoop met Jacques Plafond. Opvallend was dat in de loop der jaren haar stem zwaarder was dan in het begin in 1984. Een stopwoord van haar was machtig interessant.
Er doken opgenomen cassettebandjes op van geheime feestjes waar Wilhelmina een bezoek aan bracht waarvan fragmenten in de uitzending te horen waren dit tot ongenoegen van Wilhelmina. Ze had een platonische relatie met Remco Campert, liefkozend door haar "Remmie" genoemd. In een van de radio-uitzendingen raakte Wilhelmina in paniek omdat ze per ongeluk een tube zaaddodende pasta op het nachtkastje bij Remco had laten liggen waarbij Jacques maar ook Jan Vos Wilhelmina in verlegenheid brachten.
Naast het Willy Dobbeplantsoen bestond in de televisieserie ook het Wilhelmina Kuttjepark dat echter wel naar haar grootmoeder was vernoemd. Hier zong Wilhelmina haar liedje voorjaarsmoe. 
In de Ronflonflon boekenreeks, uitgegeven door de Bezige Bij in 1989 verschenen over haar deel 1 Gevoelige plekjes (Hoe Wilhelmina Kuttje jr. haar voordrachten tracht te slijten op de radio) en deel 3 Kuttje compleet (Gedichten van Wilhelmina Kuttje sr. (1901-1967) uitgelegd aan Jacques Plafond).
In een uitgave van Gerrit Komrij, "de grote Komrij", werden een tweetal gedichten van Kuttje gepubliceerd - aldus Schippers in een weerzien met Van Elzakker en Rogier Proper op 22 mei 2008.

## Trivia
- Aflevering 50 van 171 april 1985 (18 september 1985) was een "Wilhelmina Kuttje" speciaal, en stond geheel in het teken van Kuttje.
- In uitzending 186 van 27 april 1988 zong Wilhelmina ter gelegenheid van de aankomende Koninginnedag aan het eind van de uitzending vrijwel alle vijftien coupletten van het Wilhelmus.
- Van 1989 tot en met 1994 speelde van Elzakker een dubbelrol als 'Tineke Smulders-Das en 'Wilhelmina Kuttje' in We zijn weer thuis.